# Nicușor Fota
Nicuşor Fota (sinh ngày 1 tháng 12 năm 1996) là một cầu thủ bóng đá người România thi đấu ở vị trí hậu vệ và tiền vệ trái cho Concordia Chiajna.